# Steve Payne
Steven John Payne (* 16. August 1958 in Toronto, Ontario) ist ein ehemaliger kanadischer Eishockeyspieler, der im Verlauf seiner aktiven Karriere zwischen 1976 und 1988 unter anderem 684 Spiele für die Minnesota North Stars in der National Hockey League auf der Position des linken Flügelstürmers bestritten hat. Der zweimalige All-Star erzielte im Verlauf der Stanley-Cup-Playoffs 1981 mit 17 Toren die meisten Treffer unter allen Spielern.

## Karriere
Payne verbrachte zwischen 1976 und 1978 eine kurze, aber erfolgreiche Juniorenzeit bei den Ottawa 67’s aus der Ontario Major Junior Hockey League. Nachdem er in seiner Rookiesaison bereits über 20 Treffer erzielt hatte, war er in den Playoffs 1977 ein entscheidender Faktor für den Gewinn des J. Ross Robertson Cups, wozu er in 19 Playoff-Spielen 18 Scorerpunkte beisteuerte. In seinem zweiten Ligajahr ließ der Angreifer in 68 Einsätzen 69 Tore und insgesamt 114 Punkte folgen. Dies bescherte ihm im NHL Amateur Draft 1978 die Auswahl durch die Minnesota North Stars aus der National Hockey League in der zweiten Runde an 19. Gesamtposition.
Zur Saison 1978/79 wechselte der 20-Jährige schließlich in den Profibereich und verbrachte die Spielzeit bei den North Stars in der NHL, während er auch zu einigen Einsätzen für deren Farmteam, die Oklahoma City Stars in der Central Hockey League kam. Nach der Saison  nahm er mit der kanadischen Landesauswahl an der Weltmeisterschaft 1979 in der sowjetischen Hauptstadt Moskau teil. Dabei erreichte er mit den Ahornblättern den vierten Rang, wozu der Stürmer in sieben Turnierspielen zwei Tore beisteuerte. In der Folge lief Payne weiterhin für Minnesota auf und absolvierte in seinem zweiten Jahr von insgesamt zehn Jahren in der Liga sein statistisch bestes. Er erzielte 42 Tore und bereitete weitere 43 vor, was ihm die erstmalige Einladung zum NHL All-Star Game bescherte. Im folgenden Spieljahr erreichte er mit den Minnesota North Stars im Rahmen der Stanley-Cup-Playoffs 1981 die Finalserie um den Stanley Cup, in der das Team allerdings den New York Islanders unterlag. Am Erreichen der Finalserie hatte Payne mit insgesamt 17 Treffern – die meisten unter allen Spielern – maßgeblichen Anteil. Alleine fünf Treffer erzielte er in den fünf Finalspielen.
Trotz des verlorenen Finals blieb Payne den Minnesota North Stars auch über die folgenden Spieljahre treu und steuerte – wie in allen vorherigen Jahren auch – stets über 50 Scorerpunkte zum Erfolg der Mannschaft bei. Im Jahr 1985 erhielt er seine zweite Einladung zum NHL All-Star Game. Mit Beginn der Saison 1985/86 begannen Verletzungen dem Kanadier immer wieder zuzusetzen. Nachdem er im Zeitraum zwischen Herbst 1985 und Frühjahr 1988 lediglich 79 Spiele für das Franchise hatte bestreiten können, gab er im Sommer 1988 im Alter von 29 Jahren das Ende seiner aktiven Karriere bekannt. In den zehn NHL-Spielzeiten bestritt Payne inklusive der Playoffs 684 Spiele für die North Stars und erzielte dabei 536 Punkte.

## Erfolge und Auszeichnungen
- 1977 J.-Ross-Robertson-Cup-Gewinn mit den Ottawa 67’s
- 1980 Teilnahme am NHL All-Star Game
- 1985 Teilnahme am NHL All-Star Game

## Karrierestatistik

### International
Vertrat Kanada bei:
- Weltmeisterschaft 1979

(Legende zur Spielerstatistik: Sp oder GP = absolvierte Spiele; T oder G = erzielte Tore; V oder A = erzielte Assists; Pkt oder Pts = erzielte Scorerpunkte; SM oder PIM = erhaltene Strafminuten; +/− = Plus/Minus-Bilanz; PP = erzielte Überzahltore; SH = erzielte Unterzahltore; GW = erzielte Siegtore; 1 Play-downs/Relegation; Kursiv: Statistik nicht vollständig)